# Semigrea (MMA)
În lumea artelor marțiale mixte⁠(d) (MMA), categoria de greutate semigrea este una dintre cele mai competitive și fascinante divizii. Luptătorii din această categorie sunt cunoscuți pentru forța lor, abilitățile tehnice și capacitatea lor de a oferi spectacol pe ring. Urmează detalii despre categoria semigrea, evoluția sa în MMA și câțiva dintre cei mai distinși campioni.

## Ce înseamnă categoria semigrea?
Categoria de greutate semigrea este definită în mod specific de regulile diferitelor organizații de MMA. De obicei, în competițiile importante, cum ar fi UFC (Ultimate Fighting Championship), categoria semigrea este limitată la luptători care cântăresc între 84-93 de kg. Acești luptători sunt mai masivi decât cei din categoriile inferioare, cum ar fi categoria mijlocie și welter, dar mai ușori decât cei din categoria grea.

## Evoluția categoriei emigrea în MMA
Istoria categoriei semigrea în MMA este strâns legată de dezvoltarea sportului în ansamblu. Odată cu popularizarea MMA și a regulilor standardizate, diverse categorii de greutate au fost stabilite pentru a asigura competiția echitabilă între luptători. Categoria semigrea a devenit unul dintre cele mai atrăgătoare puncte de interes, datorită combinației unice de viteză, putere și abilități tehnice.
În trecut, marii campioni ai categoriei semigrea au contribuit la creșterea prestigiului acestei divizii. Luptători ca Chuck Liddell, Jon Jones, Daniel Cormier și Tito Ortiz au devenit figuri legendare, demonstrând că categoria semigrea este un teren de joc pentru cei mai buni din lume.

## Abilități și strategii în categorie
Luptătorii din categoria semigrea aduc un amestec distinct de abilități în ring. Mulți dintre ei combină tehnicile de luptă în picioare cu cele de luptă la sol pentru a-și domina adversarii. Viteza și agilitatea sunt de asemenea caracteristici importante în această categorie, permițând luptătorilor să-și execute loviturile și să-și apere pozițiile într-un mod eficient.
Strategiile utilizate în categoria semigrea variază în funcție de stilurile individuale ale luptătorilor. Unii preferă să folosească lovituri precise și tehnice pentru a-și subordona adversarii, în timp ce alții se bazează pe forță brută și agresiune controlată pentru a câștiga meciuri.

## Campioni notabili din categoria semigrea
Mulți mari campioni ai MMA au făcut istorie în categoria semigrea. Printre aceștia se numără:
- Jon Jones: Considerat unul dintre cei mai mari luptători din toate timpurile, Jon Jones a dominat categoria semigrea timp de ani de zile, folosind o combinație unică de tehnici de lovire și abilități la sol.
- Daniel Cormier: Un alt nume de referință, Cormier a fost campion UFC la semigrea și grea, prezentând o putere incredibilă și un control al luptei notabil.
- Chuck Liddell: Unul dintre pionierii MMA, Liddell a fost cunoscut pentru puterea și stilul său agresiv, devenind unul dintre cei mai populari luptători din istorie.
- Tito Ortiz: Un alt veteran al sportului, Ortiz a fost un campion semigrea impresionant și a rămas o figură iconică în MMA.